# Maggiore (cognome)
Maggiore è un cognome di lingua italiana.

## Varianti
Maggiori.

## Origine e diffusione
Il cognome compare in tutta Italia, prevalentemente nelle Puglie, in Salento e nel palermitano.
Potrebbe derivare da un toponimo o dal prenome medioevale Maggiore.
In Italia conta circa 2621 presenze.
La variante Maggiori è marchigiana, bresciana e romana.

## Persone
- Giulio Maggiore (1998) – calciatore italiano
- Giuseppe Maggiore (1882-1954) – giurista, scrittore e rettore italiano
- Luca Maggiore (1974) – cantautore e attore teatrale italiano